# Болтимор
Болтимор (Балтимор; англ. Baltimore; ирл. Dún na Séad — «форт драгоценностей») — деревня в Ирландии, находится в графстве Корк (провинция Манстер). Английское название происходит от другого ирландского названия 
этого населённого пункта ирл. Baile an Tí Mhóir. Это главная деревня прихода Ратмор и острова, самого южного прихода Ирландии. Это главный паромный порт на остров Шеркин, остров Клир-Айленд и восточную часть залива Роаринг Уотер (Roaring Water Bay,  (Лох-Трасна) и к Сотне островов Карбери.
Хотя название «Болтимор» является англизированным переводом ирландского Baile an Tí Mhóir, что означает «город большого дома», Болтимор на ирландском языке называется замком клана О'Дрисколл Dún na Séad  или Дуннашед («крепость драгоценностей»). Отреставрированный замок открыт для публики.
В древние времена «Дуннашед» считался убежищем для друидов и название этого места связано с Белтейном.

## История
Болтимор был резиденцией одной из древнейших династий Ирландии, Corcu Loígde, бывших королей Тары и королей Мунстера.
Английская колония была основана здесь примерно в 1605 году сэром Томасом Круком, 1-м баронетом с благословения короля  Англии Якова I. Крук арендовал земли у сэра Финина О'Дрисколла, главы клана О'Дрисколлов. Это был прибыльный центр ловли сардин, а в начале 1600-х годов база пиратов, где не только все судьи, включая вице-адмирала Мунстера, но все население было вовлечено; все женщины Болтимора считались либо женами, либо любовницами пиратов. Эта деятельность не пострадала из-за официального разочарования и сворачивания её ещё при короле Якове, но вскоре после этого английское пиратство в целом сократилось, отчасти из-за конкуренции с берберскими пиратами. В 1607 году Болтимор стал торговым городом с правом проводить еженедельный рынок и две ежегодные ярмарки. После смерти Крука политический контроль над городом перешёл к сэру Уолтеру Коппингеру.
В 1631 году поселение пережило нападении и разграбление в результате набега берберских пиратов из Османского Алжира или Сале  в Марокко. От 100 до 237 английских поселенцев и местных ирландцев были проданы берберами в рабство, из них только двоим или троим удалось в конце концов вернуться в Ирландию. Напоминания об этом инциденте все ещё существуют в виде названий пабов, таких как «Algiers Inn». Выжившие бежали в Скибберин, а Болтимор на несколько десятков лет стал необитаемым. Медленное восстановление началось в XVIII веке, и к началу 1800-х годов деревня снова начала процветать, но понесла новые большие потери во время Великого голода.
Болтимор получил статус боро (городка) в 1612 году с городским правительством, состоящим из «суверена» (сэра Томаса Крука) и двенадцати горожан (burgess). Город получил два места в Ирландскую палату общин с 1613 по 1801 год. Город был лишен мест в Ирландской палате общин Актом об унии Великобритании и Ирландии 1800 года.

## Демография
Население — 377 человек (по переписи 2006 года). В 2002 году население составляло 383 человек.
Данные переписи 2006 года:
| Общие демографические показатели |               |                               |                               |      |      |
| Всё население                    | Всё население | Изменения населения 2002—2006 | Изменения населения 2002—2006 | 2006 | 2006 |
| 2002                             | 2006          | чел.                          | %                             | муж. | жен. |
| 383                              | 377           | −6                            | −1,6                          | 178  | 199  |

## Экономика
Местная железнодорожная станция была открыта 2 мая 1893 года и закрыта 1 апреля 1961 года.

## Политика и власть
Служба спасения на воде основана в Балтиморе в 1919 году. Участвовала в спасении яхт в ходе парусной регаты «Фастнет» в 1979 и 2011 году.

## Культура
Основные достопримечательности деревни — замок Дуннашед и береговой знак под названием «Жена Лота».